# Шесеназ
Шесеназ (фр. Chessenaz) је насељено место у Француској у региону Рона-Алпи, у департману Горња Савоја.
По подацима из 2011. године у општини је живело 187 становника, а густина насељености је износила 35,76 становника/km².

## Демографија
| 1962. | 1968. | 1975. | 1982. | 1990. | 2011. |
| ----- | ----- | ----- | ----- | ----- | ----- |
| 134   | 125   | 122   | 100   | 107   | 187   |